# Ctenochira ferrugata
Ctenochira ferrugata là một loài tò vò trong họ Ichneumonidae.